# Bandera del estado Cojedes
La bandera del estado Cojedes está dividida en tres franjas horizontales:
- La de color naranja, que ocupa 4/6 partes del campo, combina los valores representados por los colores amarillo y rojo: riqueza del suelo de la región, la pureza, la fe del pueblo, la constancia, la fuerza, el ardimiento, el valor y la intrepidez de quienes vertieron su sangre sobre esta tierra y los hechos históricos que acontecieron en ella.
- La franja negra ocupa 1/6 bajo la de color naranja y simboliza el temple férreo del metal, la ciencia, la industria y la fortaleza para los cojedeños, como recuerdo del laborioso empeño de sus antecesores.

Representa también el tesón y los valores espirituales de sus gentes e igualmente su afán por conservar y multiplicar las riquezas naturales del Estado.
- La franja azul que completa el sexto restante y el círculo del mismo color simbolizan el realismo, la majestad y la hermosura, mientras representa el firmamento que cubre la tierra cojedeña y los valores propios de su estirpe. Al mismo tiempo, recuerda el agua en tiempo de abundancia aludiendo a la generosidad de las fuentes hídricas del Estado que no solo calman su sed, sino la de la región a la que pertenece.

El sol de color amarillo oro recuerda la gesta heroica de la Batalla de Taguanes en 1813 y los preparativos de la Batalla de Carabobo en 1821: sus rayos fulgurantes evocan las lanzas de los llaneros de la gesta emancipadora y los flameantes rememoran el fuego patriótico que ardió y arderá en el corazón del pueblo cojedeño